# Champeaux-et-la-Chapelle-Pommier
Champeaux-et-la-Chapelle-Pommier (okzitanisch Champeus e la Chapela Pomiers) ist eine Ortschaft und eine Commune déléguée in der französischen Gemeinde Mareuil en Périgord mit 154 Einwohnern (Stand: 1. Januar 2022). Sie liegt im Arrondissement Nontron im Département Dordogne in der Région Nouvelle-Aquitaine. Zuständiger Gemeindeverband ist die Communauté de communes Dronne et Belle. Das Gebiet der Commune déléguée bildet ferner einen integralen Bestandteil des Regionalen Naturparks Périgord-Limousin. Die Einwohner nennen sich Champenois bzw. Champenoises.

## Etymologie
Champeaux, oft auch nur Champeau geschrieben, leitet sich ab vom nordokzitanischen Champeus mit der Bedeutung „kleine Felder“. La Chapelle-Pommier ist die Kapelle (la chapela, französisch la chapelle) des Weilers Pomiers bzw. Pommier (Apfelbaum); Letzterer gehört bereits zur Gemeinde Saint-Sulpice-de-Mareuil.

## Geographie
Champeaux-et-la-Chapelle-Pommier liegt im Périgord, neun Kilometer südwestlich von Nontron und zehn Kilometer ostnordöstlich von Mareuil (Luftlinie). Die Commune déléguée wird von folgenden Nachbargemeinden umgeben:
| Rudeau-Ladosse                                 | Lussas-et-Nontronneau                       | Saint-Martial-de-Valette  |
| Mareuil en Périgord (Saint-Sulpice-de-Mareuil) | Kompassrose, die auf Nachbargemeinden zeigt | Saint-Front-sur-Nizonne   |
| Mareuil en Périgord (Vieux-Mareuil)            | Mareuil en Périgord (Monsec)                | Saint-Crépin-de-Richemont |

Neben den Ortskernen von Champeaux und La Chapelle-Pommier besteht die Commune déléguée aus folgenden Geländepunkten, Weilern, Gehöften, Schlössern und einem Herrensitz:
Bargeix, Bois de la Chapelle, Bois de Mariotte, Bois de Puycheny, Bois de Vignotte, Chanteranne, Château des Bernardières, Château de Puycheny, Chez Courroie, Chez Ravel, Étang de la Bertrandie, Flageat, Grand Cicaire, La Bertrandie, La Borderie, La Croix de Pinault, La Faronie, La Fontenille, La Ganterie, La Garenne, La Grande Métairie, La Grange, La Guillaumie, La Japillerie, La Lardie, La Pouyade, La Vignotte, Lascours, Lavaud, Le Cabaret (Ruinen), Le Champ du Noyer Blanc, Le Cloutier, Le Grand Merle, Le Magnadat, Le Maine, Le Petit Merle, Le Roc, Le Trou de Fontanaud, Le Trou du Renard,  Les Bernardières, Les Bouchages, Les Cavernes, Les Landes, Les Marniers, Les Pouyauds, Les Renardières, Les Renvers, Les Roches, Les Terrières, Les Trois Pierres, Les Vergnes, Maison Neuve (zweifach), Maledent, Nadallière, Petit Cicaire, Puyséché und Taillis du Cheval.
Die topographisch tiefste Stelle im Gebiet der Commune déléguée mit 135 Meter über dem Meer liegt an der Nizonne bei Le Roc, an der Westgrenze zu Rudeau-Ladosse und zu Saint-Sulpice-de-Mareuil (Tripelpunkt). Der höchste Punkt mit 251 Metern befindet sich auf dem Höhenrücken westlich der Domaine de Bagatelle am Südrand der Commune déléguée. Auf den Höhenlagen im Norden der Nizonne werden noch 227 Meter erreicht. Der absolute Höhenunterschied beträgt 116 Meter.

### Verkehrsanbindung
Der Südostrand des früheren Gemeindegebietes von Champeaux-et-la-Chapelle-Pommier wird von der D 84 von Nontron nach Verteillac berührt. Von ihr zweigt im Nizonnetal nach Westen eine Kommunalstraße ab, die in den Ortskern von Champeaux führt; sie folgt dann dem rechten Ufer der Nizonne bis Rudeau, wo sie in die D 708 mündet. Die D 708 von Nontron nach Mareuil streift den Nordwesten der Gemeinde. Von ihr biegt im Norden eine Kommunalstraße nach Bernardières und weiter zum Ortskern von Champeaux ab. Von Champeaux aus kann über eine weitere Kommunalstraße der Ortskern von La Chapelle-Pommier im Südwesten erreicht werden; dieselbe Straße verläuft dann weiter nach Monsec und ermöglicht somit eine Anbindung an die D 939 von Périgueux nach Angoulême.

## Hydrographie
Hauptfluter im Gebiet der Commune déléguée von Champeaux-et-la-Chapelle-Pommier ist die Nizonne, die in etwa mittig die Commune déléguée von Ost nach West durchfließt. Der Fluss besitzt hier keine nennenswerten Seitenarme. Rechtsseitig gibt es zwei kleinere Trockentäler (ein Trockental flussabwärts von Bernardières entlang der Westgrenze zu Rudeau-Ladosse sowie ein Trockental zu Füssen des Schlosses Puycheny), linksseitig vier (bei Petit Cicaire südlich des Ortskerns von Champeaux, bei Lavaud und bei Bargeix an der Ostgrenze zu Saint-Front-sur-Nizonne, wobei sich das letztgenannte Trockental in zwei Äste aufspaltet).
Die Nizonne gehört zum Flusssystem Isle-Dronne.

## Geologie

Geologische Karte von Mareuil en Périgord. Champeaux-et-la-Chapelle-Pommier bildet den Nordostabschnitt.

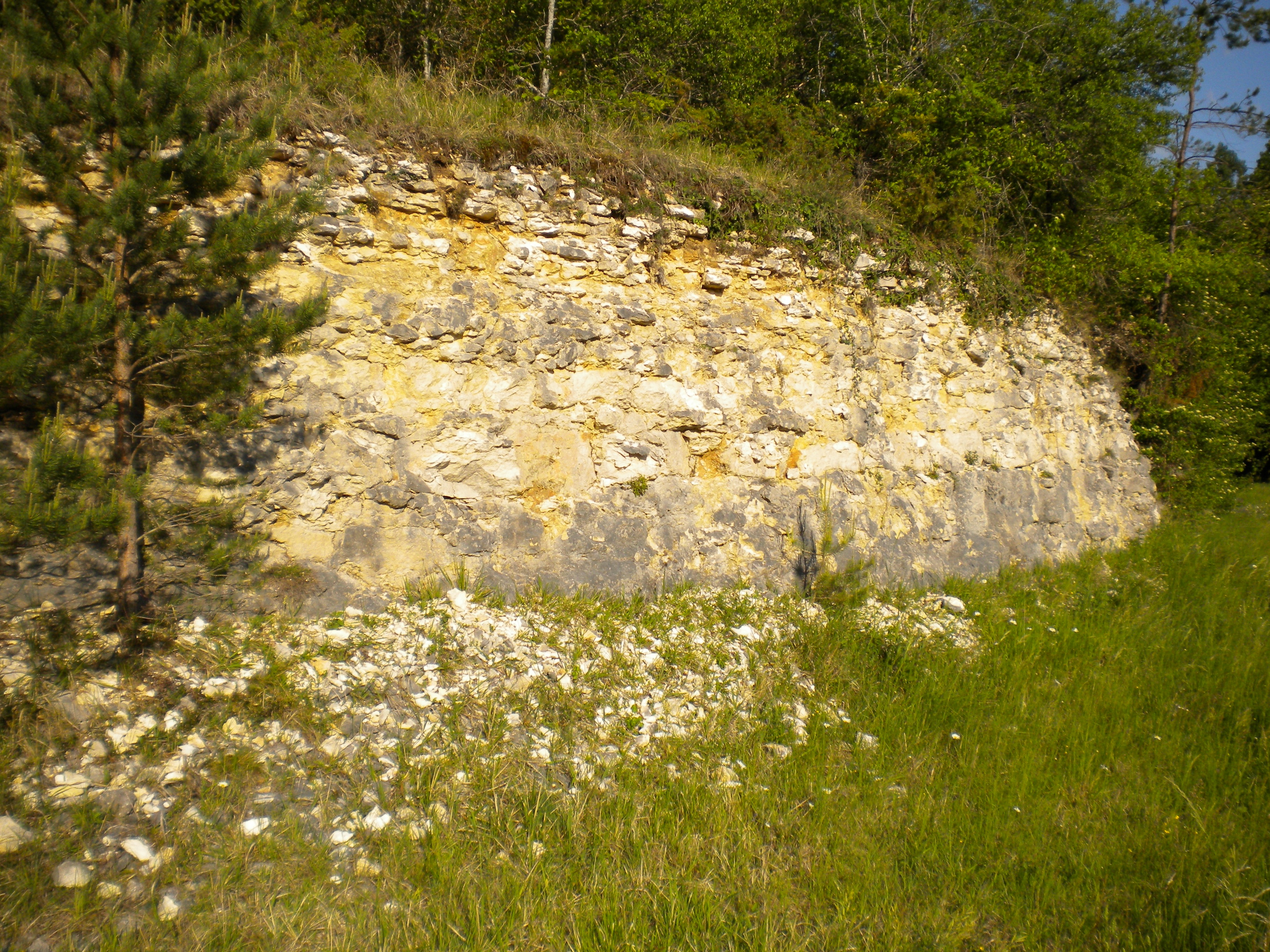
Flachliegendes Ligérien an der Nizonne bei Bernardières

Die Commune déléguée Champeaux-et-la-Chapelle-Pommier liegt ausschließlich auf flachliegenden (mit maximal 5° nach Südwest einfallenden), sedimentären Formationen des nördlichen Aquitanischen Beckens. Das anstehende Schichtpaket bildet den Nordflügel der Combiers-Saint-Crépin-de-Richemont-Synklinale.
Älteste aufgeschlossene Formation ist das Ligérien des Unterturons (Formation c3a); es besteht aus plattigen Kreidekalken. Über dem Ligérien, das beiderseits der Nizonne ansteht, folgen die Rudistenkalke des Angoumiens. Die relativ resistenten Kalke des Unteren Angoumiens (Angoulême-Formation – Formation c3b) bilden eine morphologische Schichtrippe, zum Teil mit Felsüberhängen. Nach dem Übergang ins Obere Angoumien – ebenfalls Rudistenkalke der Formation c3c – liegen dann die Fossilkalke des Coniaciums auf (Formation c4), zu sehen ausschließlich im Süden des Ortskerns von Champeaux. Die Hochlagen um La Chapelle-Pommier werden vom Santonium aufgebaut, das in zwei Formationen unterteilt werden kann: plattige, graue, glaukonitreiche Kalke des Untersantons (Formation c5a) sowie Mergelkalke (reich an Austernschill) und Sande des Mittelsantons (Formation c5b-c im Ortskern von La Chapelle-Pommier und bei Lascours).
Ein Großteil der Höhenlagen im Norden und Süden der Nizonne-Flussniederung wird von tertiären Hüllsedimenten verdeckt. Diese bestehen aus ehemaligen Flusssedimenten (Schotter) aus dem Eozän oder dem Unteren Oligozän sowie aus alttertiärem Kolluvium, welches erst sehr viel später im Pleistozän umgelagert wurde. Der nach Südwest ziehende Höhenrücken um die Domaine de Bagatelle (Gemeinde Saint-Front-sur-Nizonne) mit einem nach La Chapelle-Pommier herüberreichenden Seitenast kann konglomeratisch ausgebildet sein, ein ähnlich orientiertes, aber wesentlich kleineres Flusssystem findet sich auch im Norden; dieses weist aber durchweg feinere Korngrößen auf. Im Bereich des Santons ist das Kolluvium aus dessen Sanden (Mittelsanton) hervorgegangen (Formation ACc). Schotterartiges Kolluvium (Formation ACF) findet sich assoziiert mit dem fossilen untertertiären Flusssystem. Aus Quarzsanden des Grundgebirges entstandenes Kolluvium (Formation AC) findet sich hauptsächlich auf dem nördlichen Höhenrücken. Nennenswert sind ferner vereinzelte altpleistozäne Schotterlagen (Formation Fs um Puycheny). Die Trockentäler werden meist von eiszeitlichem Kalkhangschutt verfüllt (Formation GP). Aus derselben Zeit stammt auch das Alluvium im Nizonnetal (Formation K).
Das Untere Angoumien wurde einst in einem Steinbruch bei Bargeix als Baustein abgebaut (bzw. herausgesägt).

## Ökologie

### Naturpark
Das Gemeindegebiet von Champeaux-et-la-Chapelle-Pommier bildet seit 1998 einen integralen Bestandteil des Regionalen Naturparks Périgord-Limousin. Die Zugehörigkeit wurde im Jahr 2011 erneuert.

### Schutzgebiete
In Champeaux-et-la-Chapelle-Pommier finden sich dreierlei Schutzgebiete:

#### Schutzgebiete des Typus 1

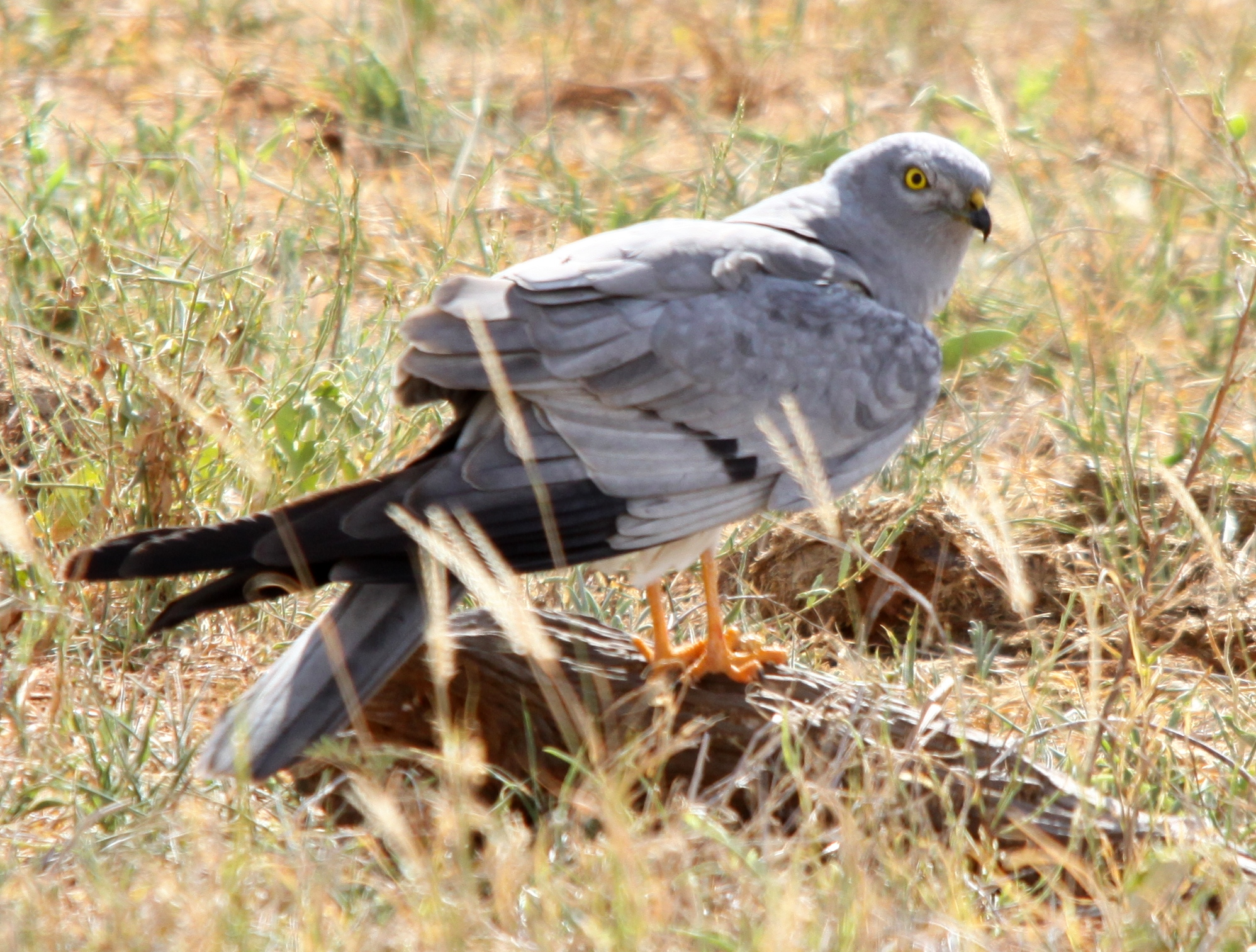
Männliche Wiesenweihe

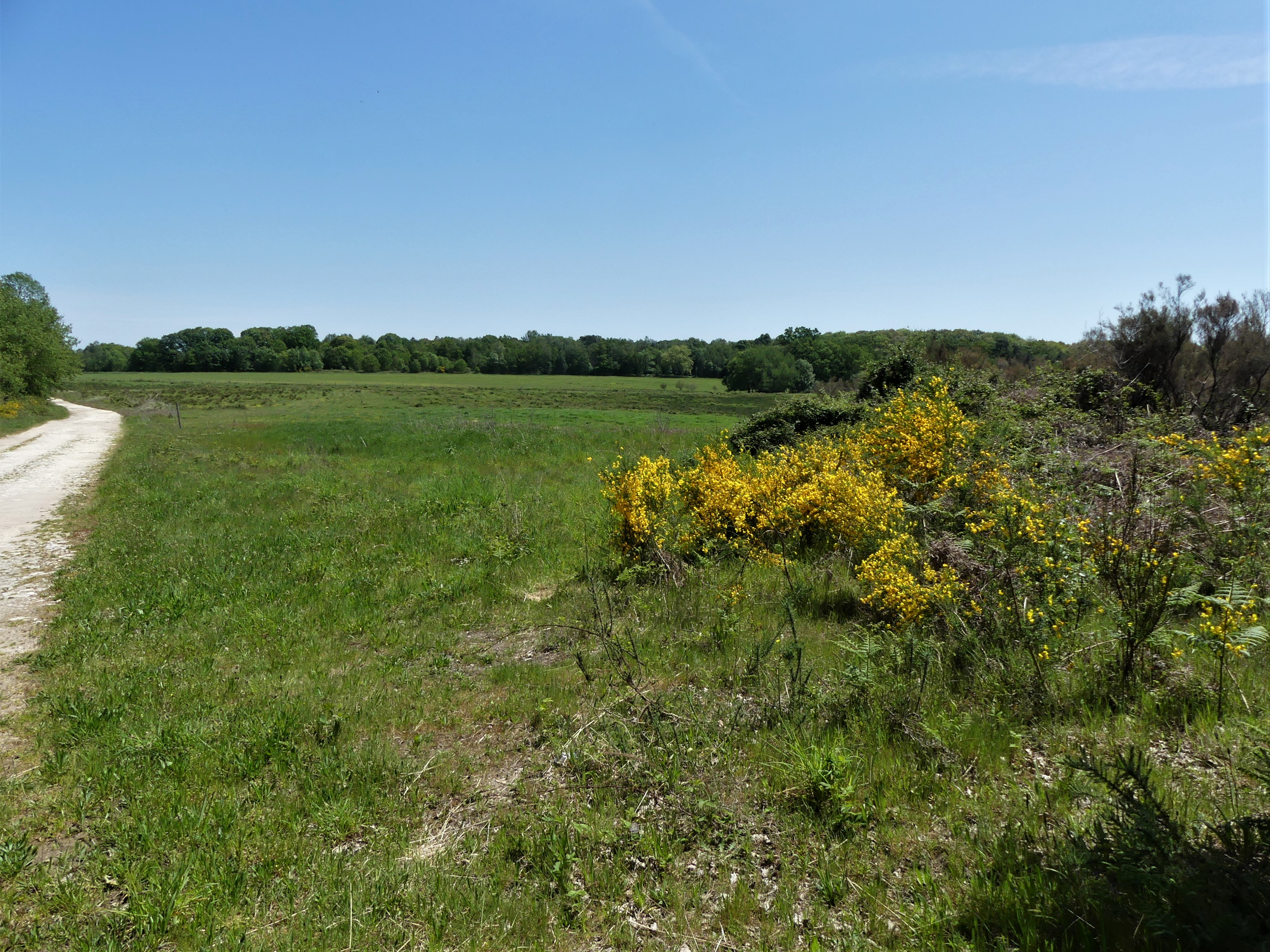
Das Heidegebiet Landes des Trois Pierres

Eine ZNIEFF des Typus 1 (Französisch ZNIEFF – zone naturelle d’interêt écologique, faunistique et floristique) figuriert unter Coteaux calcaires des bords de la Nizonne et de la Belle (Kalkrasenhänge entlang der Nizonne und der Belle). Sie  umfasst in zwei abgesonderten Gebieten von insgesamt 16 Hektar die Hanglagen der Nizonne um Champeaux. Hier gedeihen mehr als 160 Pflanzenarten, von denen mehrere als typisch angesehen werden. Darunter die Färberdistel Carthamus mitissimus, der Steppen-Wolfsmilch (Euphorbia seguieriana), das Gewöhnliche Nadelröschen (Fumana procumbens), das Graue Sonnenröschen (Helianthemum canum), die Erd-Segge (Carex humilis), der Nizza-Mauerpfeffer (Sedum sediforme), das Sandkraut Arenaria controversa und das Niederliegende Leinblatt (Thesium humifusum). Hierzu gesellen sich 18 Orchideenarten, darunter Rotes Waldvöglein (Cephalanthera rubra), Ohnhorn (Orchis anthropophora), Violetter Dingel (Limodorum abortivum), Großes Zweiblatt (Neottia ovata), Bocks-Riemenzunge (Himantoglossum hircinum), Kleines Knabenkraut (Anacamptis morio), Brand-Knabenkraut (Neotinea ustulata), Helm-Knabenkraut (Orchis militaris), Männliches Knabenkraut (Orchis mascula), Mücken-Händelwurz (Gymnadenia conopsea), Pyramiden-Hundswurz (Anacamptis pyramidalis), Purpur-Knabenkraut (Orchis purpurea), Bienen-Ragwurz (Ophrys apifera), Große Spinnen-Ragwurz (Ophrys sphegodes), Hummel-Ragwurz (Ophrys holoserica), Braune Ragwurz (Ophrys fusca), Fliegen-Ragwurz (Ophrys insectifera) und Grünliche Waldhyazinthe (Platanthera chlorantha).
Unter dem Titel Marais alcalins de la vallée de la Nizonne (alkalische Sümpfe des Nizonne-Tals) besteht eine weitere ZNIEFF des Typus 1. Dieses recht schmale, nur 65 Hektar umfassende Gebiet, umfasst den Flusslauf der Nizonne. Hier leben 12 charakteristische Tierarten: Helm-Azurjungfer (Coenagrion mercuriale), Kreuzenzian-Ameisenbläuling (Phengaris rebeli), Heller Wiesenknopf-Ameisenbläuling (Phengaris teleius), Europäische Sumpfschildkröte (Emys orbicularis), Gekielter Flussfalke (Oxygastra curtisii), Großer Feuerfalter (Lycaena dispar), Stromtal-Wiesenvögelchen (Coenonympha oedippus), Französische Keiljungfer (Gomphus graslinii), Fischotter (Lutra lutra), Europäischer Laubfrosch (Hyla arborea), Marmormolch (Triturus marmoratus) und Europäischer Nerz (Mustela lutreola). Hinzu kommen die typischen 5 Pflanzenarten Schachblume (Fritillaria meleagris), Lungen-Enzian (Gentiana pneumonanthe), Gelbe Wiesenraute (Thalictrum flavum), Gewöhnliches Pfeilkraut (Sagittaria sagittifolia) und Verkannter Wasserschlauch (Utricularia australis).
Insgesamt treten jedoch noch 160 weitere Tierarten und 156 Pflanzenarten auf.
Eine dritte ZNIEFF des Typus 1 ist Landes des Trois Pierres (Heiden von Trois Pierres). Von diesem 513 Hektar großen Gebiet befinden sich 60 % in Champeaux-et-la-Chapelle-Pommier – den Rest teilen sich die Gemeinden Monsec und Saint-Crépin-de-Richemont. Drei charakteristische Raubvögel werden hier angetroffen: die Wiesenweihe (Circus pygargus), die Rohrweihe (Circus aeruginosus) und die Kornweihe (Circus cyaneus). Drei typische Pflanzenarten sind Rundblättriger Sonnentau (Drosera rotundifolia), Moorlilie (Narthecium ossifragum) und Reifrock-Narzisse (Narcissus bulbocodium). Darüber hinaus werden hier 4 Säugetierarten, 50 weitere Vogelarten und 73 weitere Pflanzenarten rezensiert.

#### Schutzgebiet des Typus 2

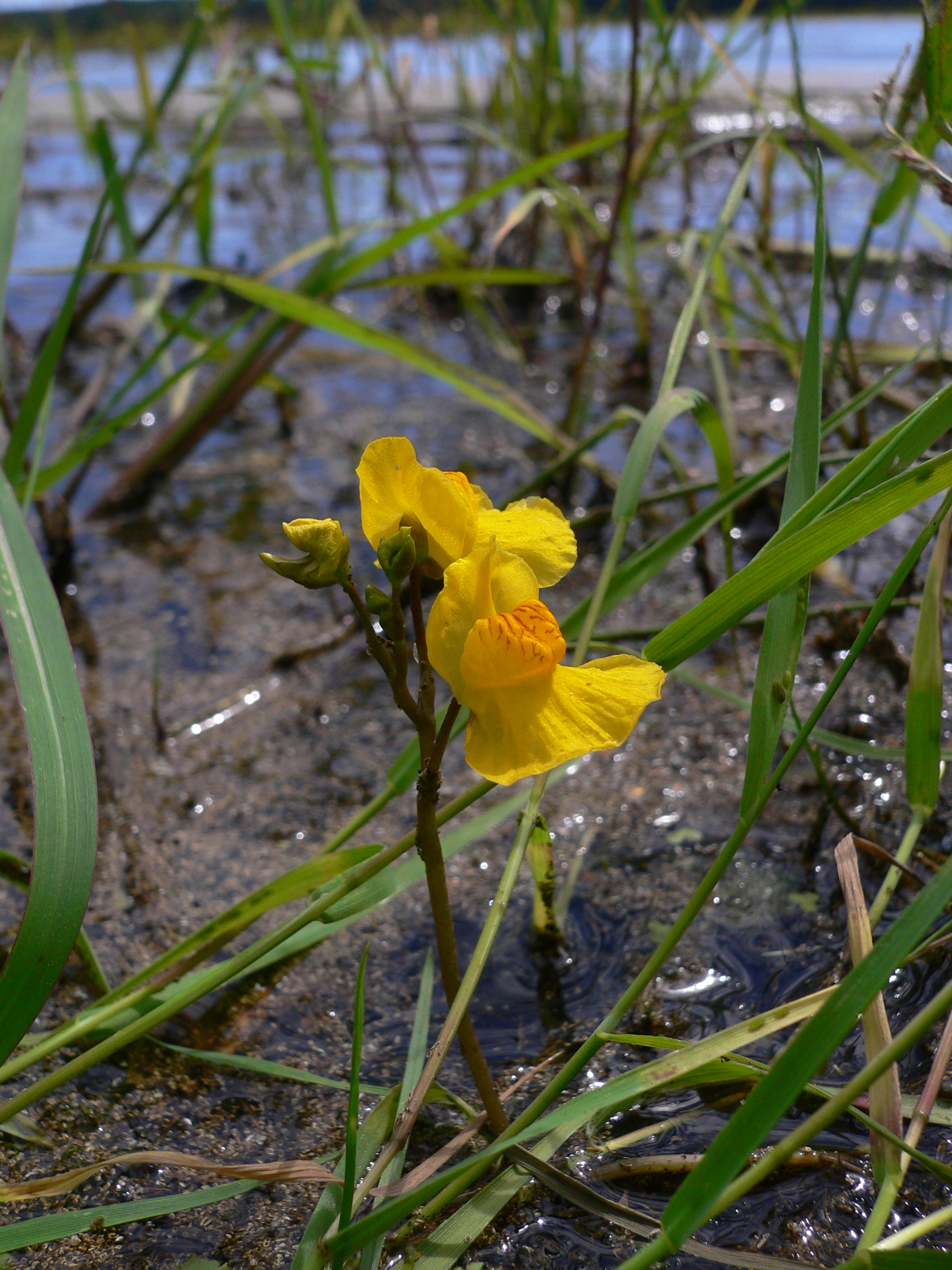
Verkannter Wasserschlauch (Utricularia australis)

Die Talniederungen der Nizonne stehen unter Naturschutz und bilden im Gemeindegebiet unter der Bezeichnung Vallée de la Nizonne eine ZNIEFF des Typus 2.
Die angetroffene Fauna besteht aus rund 250 Arten, wovon 30 als charakteristisch angesehen werden. Unter den 20 Säugetierarten sind anzuführen der Fischotter Lutra lutra und der Europäische Nerz Mustela nutreola sowie 18 Fledermausarten, darunter Mopsfledermaus (Barbastella barbastellus), Großes Mausohr (Myotis myotis), Große Hufeisennase (Rhinolophus ferrumequinum), Langflügelfledermaus (Miniopterus schreibersii), Kleine Bartfledermaus (Myotis mystacinus), Wimperfledermaus (Myotis emarginatus), Bechsteinfledermaus (Myotis bechsteinii), Wasserfledermaus (Myotis daubentonii), Fransenfledermaus (Myotis nattereri), Großer Abendsegler (Nyctalus noctula), Graues Langohr (Plecotus austriacus), Braunes Langohr (Plecotus auritus), Kleines Mausohr (Myotis blythii), Kleine Hufeisennase (Rhinolophus hipposideros), Weißrandfledermaus (Pipistrellus kuhlii), Rauhautfledermaus (Pipistrellus nathusii) und Breitflügelfledermaus (Eptesicus serotinus). Anzuführen sind ferner die beiden Amphibien Europäischer Laubfrosch (Hyla arborea) und Marmormolch (Triturus marmoratus), die Schildkröte Europäische Sumpfschildkröte (Emys orbicularis), die Schmetterlinge Kreuzenzian-Ameisenbläuling (Phengaris rebeli), Heller Wiesenknopf-Ameisen-Bläuling (Phengaris teleius), Großer Feuerfalter (Lycaena dispar), Stromtal-Wiesenvögelchen (Coenonympha oedippus) und die Libellen Helm-Azurjungfer (Coenagrion mercuriale), Gekielter Flussfalke (Oxygastra curtisii) und Französische Keiljungfer (Gomphus graslinii).
Die Flora besteht aus über 200 Pflanzenarten, von denen 9 als charakteristisch angesehen werden – darunter Schachblume (Fritillaria meleagris), Lungen-Enzian (Gentiana pneumonanthe), Graues Sonnenröschen (Helianthemum canum), Lockerblütiges Knabenkraut (Anacamptis laxiflora), Nizza-Mauerpfeffer (Sedum sediforme), Gelbe Wiesenraute (Thalictrum flavum), das Sandkraut Arenaria controversa, Wald-Simse (Scirpus sylvaticus) und Verkannter Wasserschlauch (Utricularia australis).

#### Natura 2000
Das Nizonnetal fällt außerdem unter Natura 2000. Gemäß der Richtlinie 92/43/EWG werden 20 Tierarten hier unter Anhang-II geschützt. Darunter 10 Säugetierarten mit allein 8 Fledermäusen, 7 Insektenarten, 2 Fischarten und eine Schildkröte. Zu den bereits unter dem Typus 1 aufgeführten Insekten kommt noch der Skabiosen-Scheckenfalter (Euphydryas aurinia) hinzu. Die beiden Fischarten sind die Scheldegroppe (Cottus perifretum) und das Bachneunauge (Lampetra planeri). Als Schildkröte fungiert die Europäische Sumpfschildkröte (Emys orbicularis).

## Geschichte

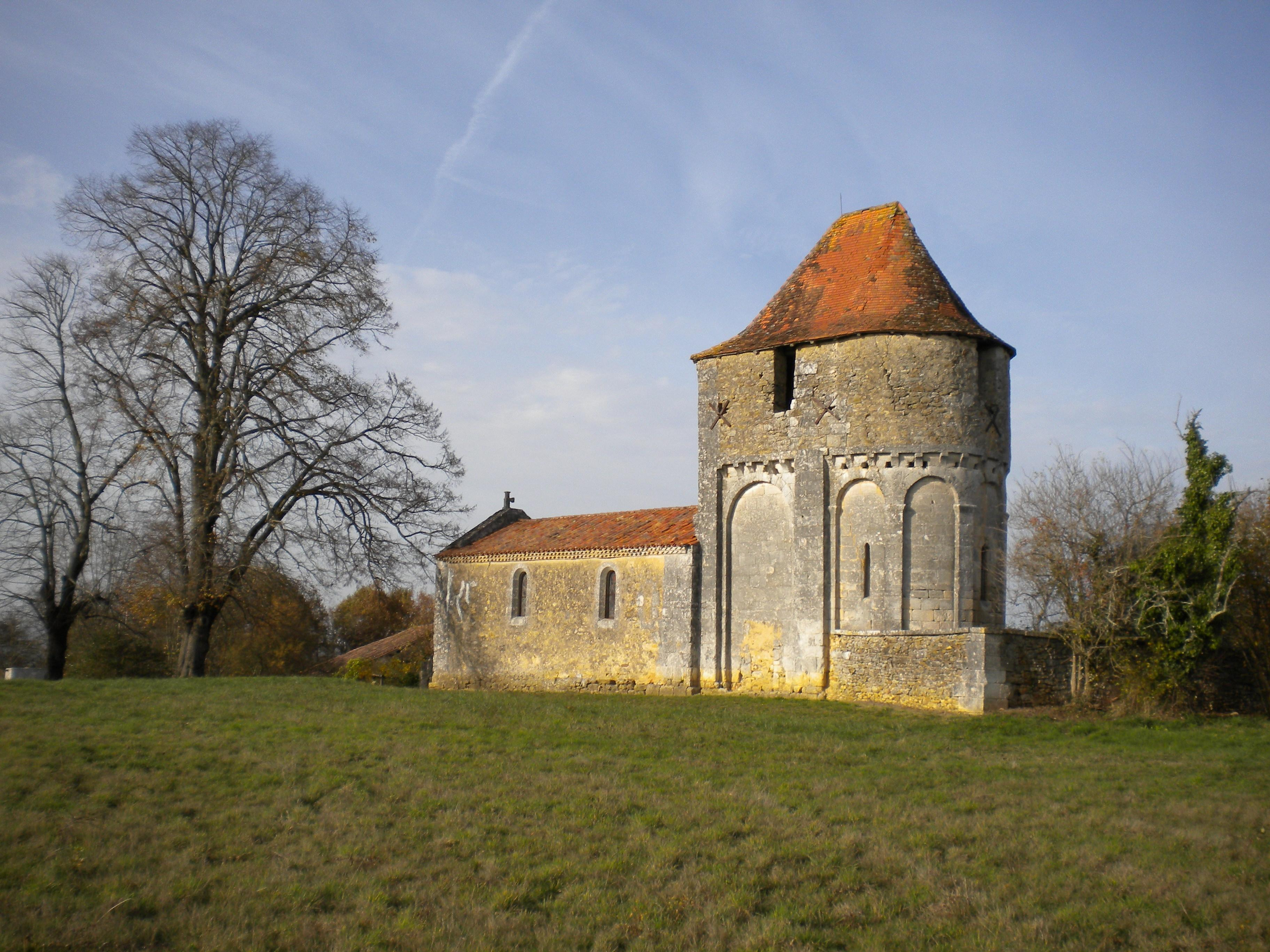
Die Kirche Saint-Fiacre in La Chapelle-Pommier

Die Anwesenheit des Menschen in dem Gebiet der Commune déléguée Champeaux-et-la-Chapelle-Pommier während des Oberen Paläolithikums (Magdalénien) wird durch Ritzzeichnungen in der Höhle von Font-Bargeix (beim Weiler Bargeix) dokumentiert. Im Nizonnetal existieren ferner die paläolithischen Höhlen Puyrignac und La Grange aux Putes (Letztere in unmittelbarer Nähe der Burg Les Bernardières). Aus dem 12. Jahrhundert stammen die romanischen Ortskirchen von Champeaux und von La Chapelle-Pommier sowie die Burg Les Bernardières. 1377 fand bei der Burg während des Hundertjährigen Krieges eine Schlacht zwischen Bertrand du Guesclin und den Engländern statt; hierbei gelang es du Guesclin, die Burg den Engländern wieder zu entreißen.
Im Jahr 1827 fusionierten die beiden bislang selbstständigen Gemeinden von Champeau und von La Chapelle-Pommier.
Die Gemeinde Champeaux-et-la-Chapelle-Pommier wurde mit Wirkung vom 1. Januar 2017 mit den Gemeinden  Beaussac, Les Graulges, Léguillac-de-Cercles, Mareuil, Monsec, Puyrenier, Saint-Sulpice-de-Mareuil und Vieux-Mareuil zur Commune nouvelle Mareuil en Périgord zusammengeschlossen und verfügt seither dort über den Status einer Commune déléguée. Sie gehörte zum Kanton Brantôme.

## Bevölkerungsentwicklung
| Jahr | Einwohner |  |
| 1962 | 297       |  |
| 1968 | 240       |  |
| 1975 | 224       |  |
| 1982 | 184       |  |
| 1990 | 200       |  |
| 1999 | 173       |  |
| 2006 | 165       |  |
| 2007 | 164       |  |
| 2008 | 163       |  |
| 2012 | 150       |  |
| 2014 | 156       |  |
| 2016 | 163       |  |
| 2019 | 169       |  |

Quelle: INSEE
Die Bevölkerung der Gemeinde Champeaux-et-la-Chapelle-Pommier war generell rückläufig, hatte jedoch 1990 einen kurzen Aufwärtstrend und eine weitere Erholung ab 2012.

## Infrastruktur

### Wirtschaft
Neben zahlreichen bäuerlichen Betrieben (Viehhaltung, Anbau von Getreide und Gemüse) besitzt die Gemeinde zwei Sägewerke, die sich auf die Herstellung von Paletten spezialisiert haben.

## Sehenswürdigkeiten
- Höhle von Font-Bargeix mit Abbildungen aus dem Magdalénien, deren Eingang im Mittelalter als  Klause ausgebaut wurde
- Kirche Saint-Martin in Champeaux aus dem 12. und 14. Jahrhundert, während der Renaissance erneuter Umbau, seit 1948 Monument historique
- Kirche Saint-Fiacre (Schutzpatron der Gärtner) in La Chapelle-Pommier aus dem 12. Jahrhundert; der Glockenturm wurde im 14. Jahrhundert bewehrt
- Burg Les Bernardières aus dem 12. Jahrhundert mit Donjon aus dem 14.  Jahrhundert; mit Wohntrakt und Balustraden aus dem 17. Jahrhundert; Monument historique seit 1948
- Schloss Puycheny

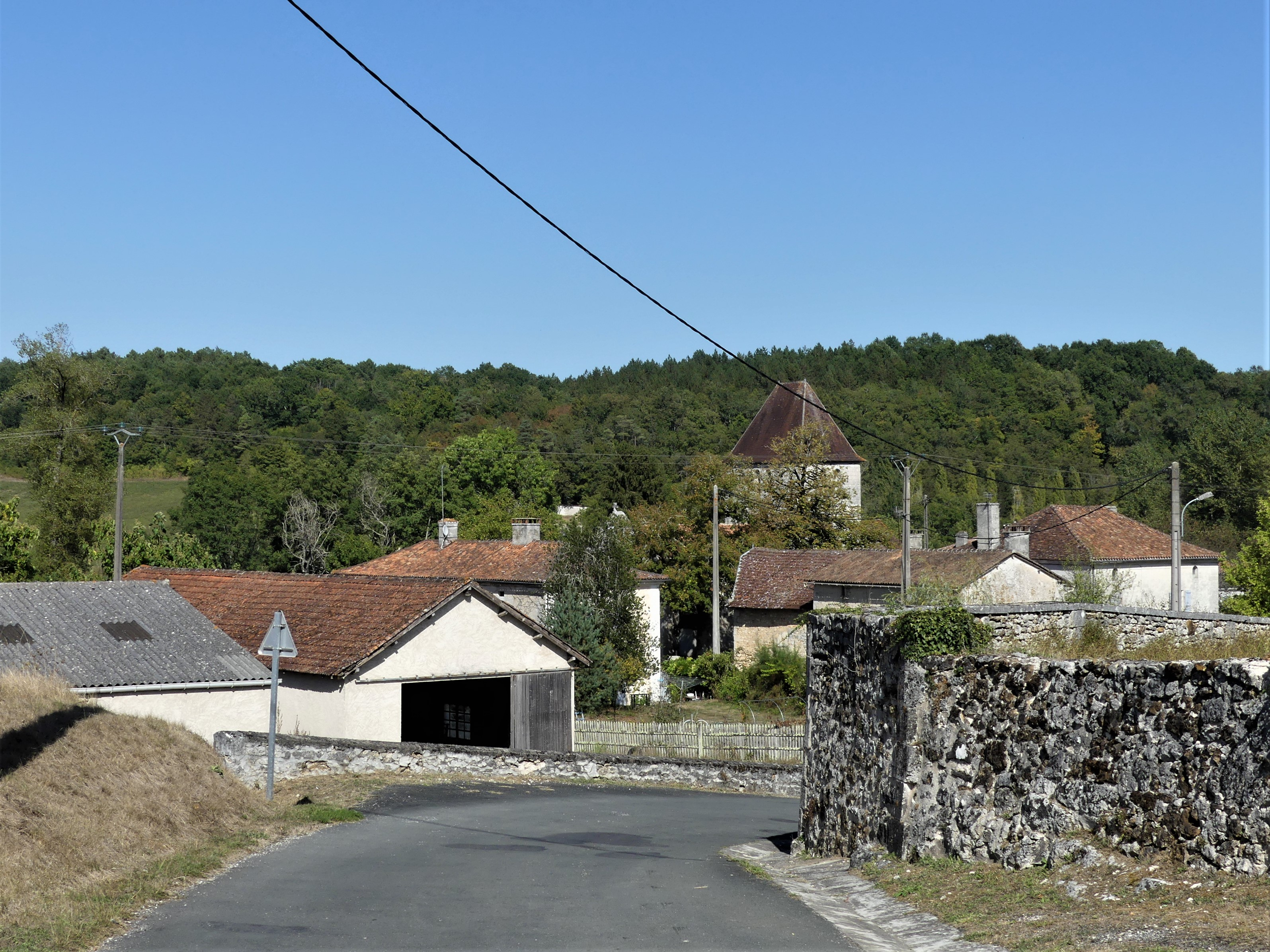
Ortskern von Champeaux von Süden
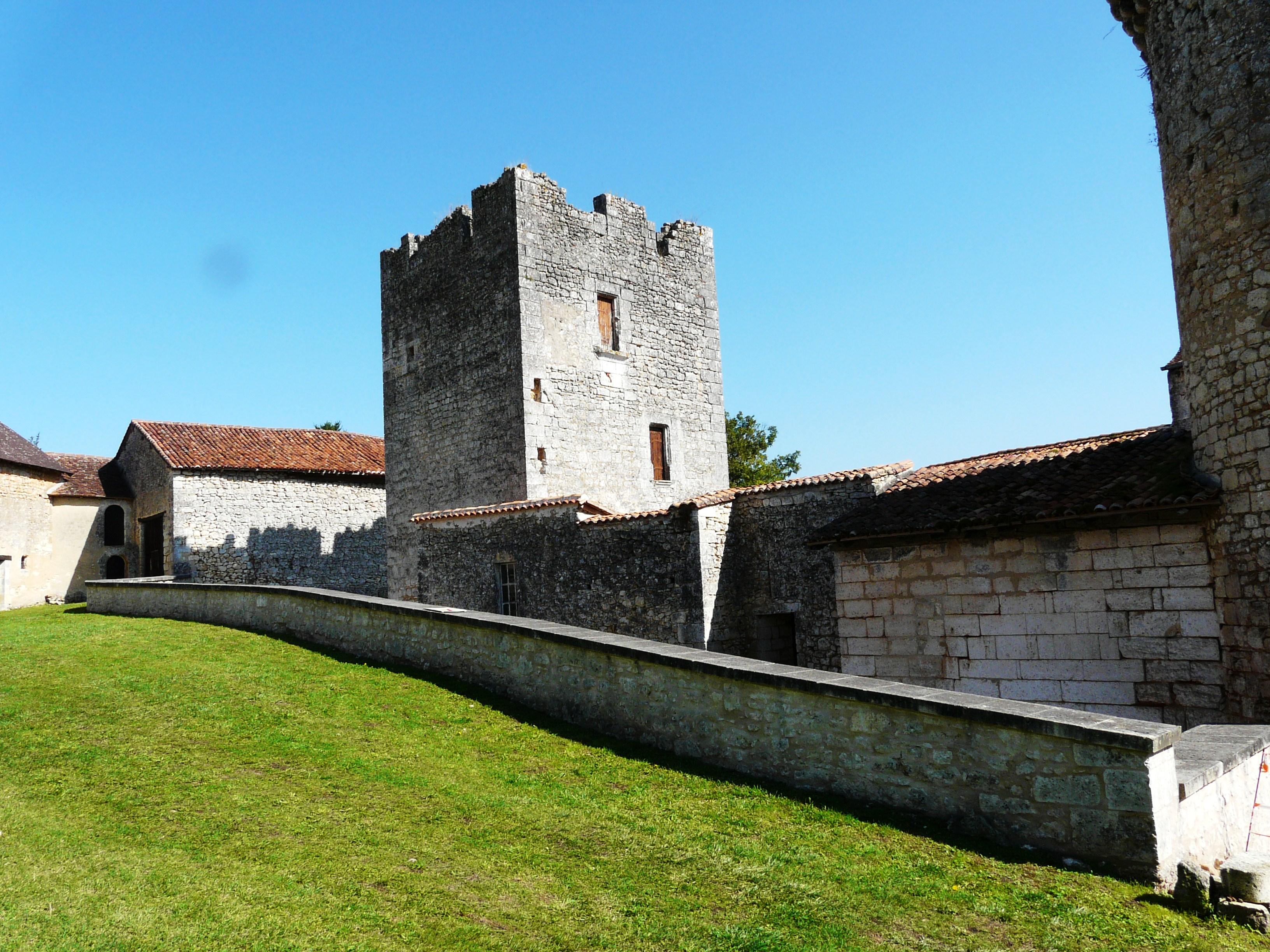
Die Burg von Les Bernardières
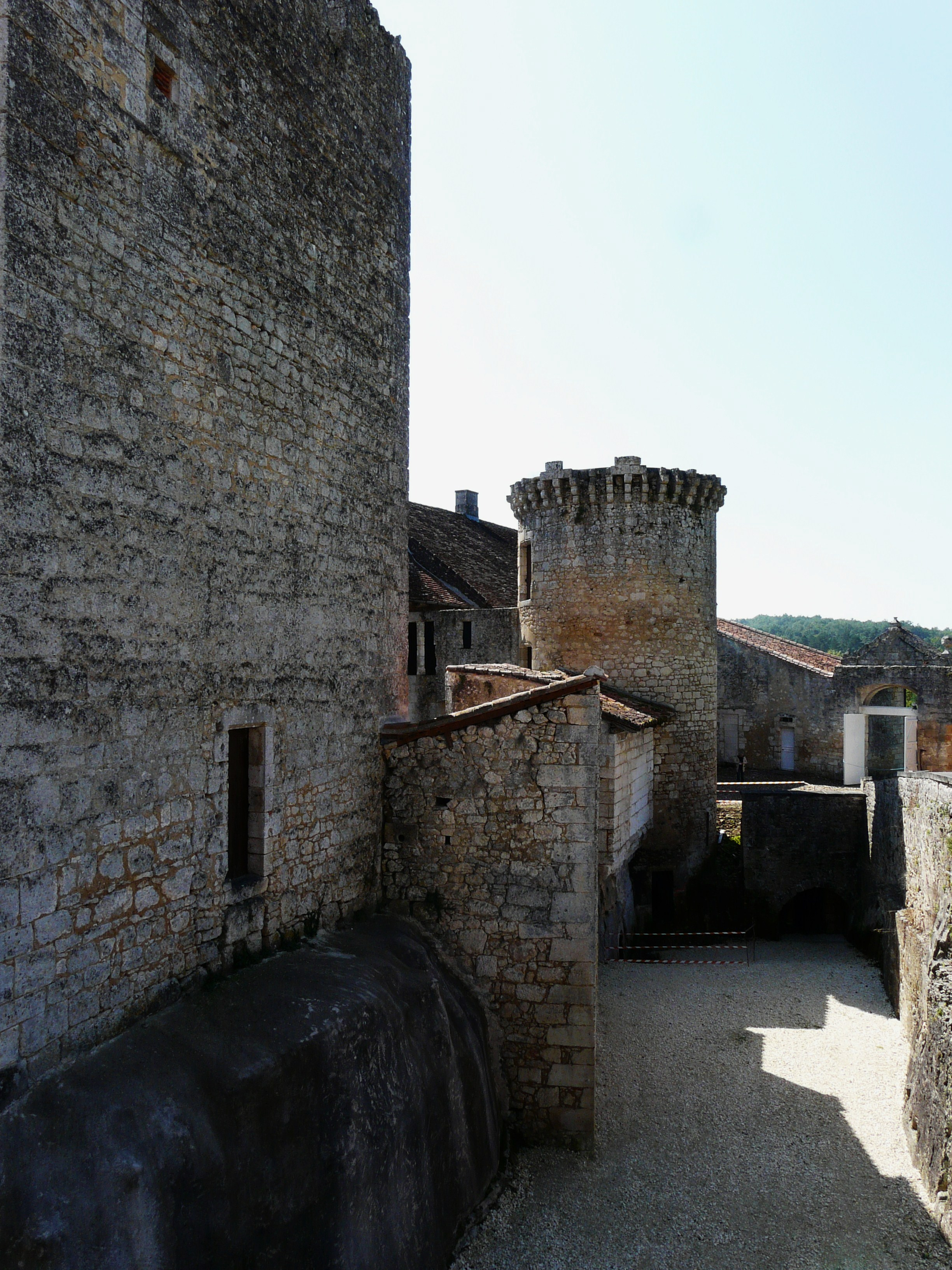
Im Innern der Burg von Les Bernardières
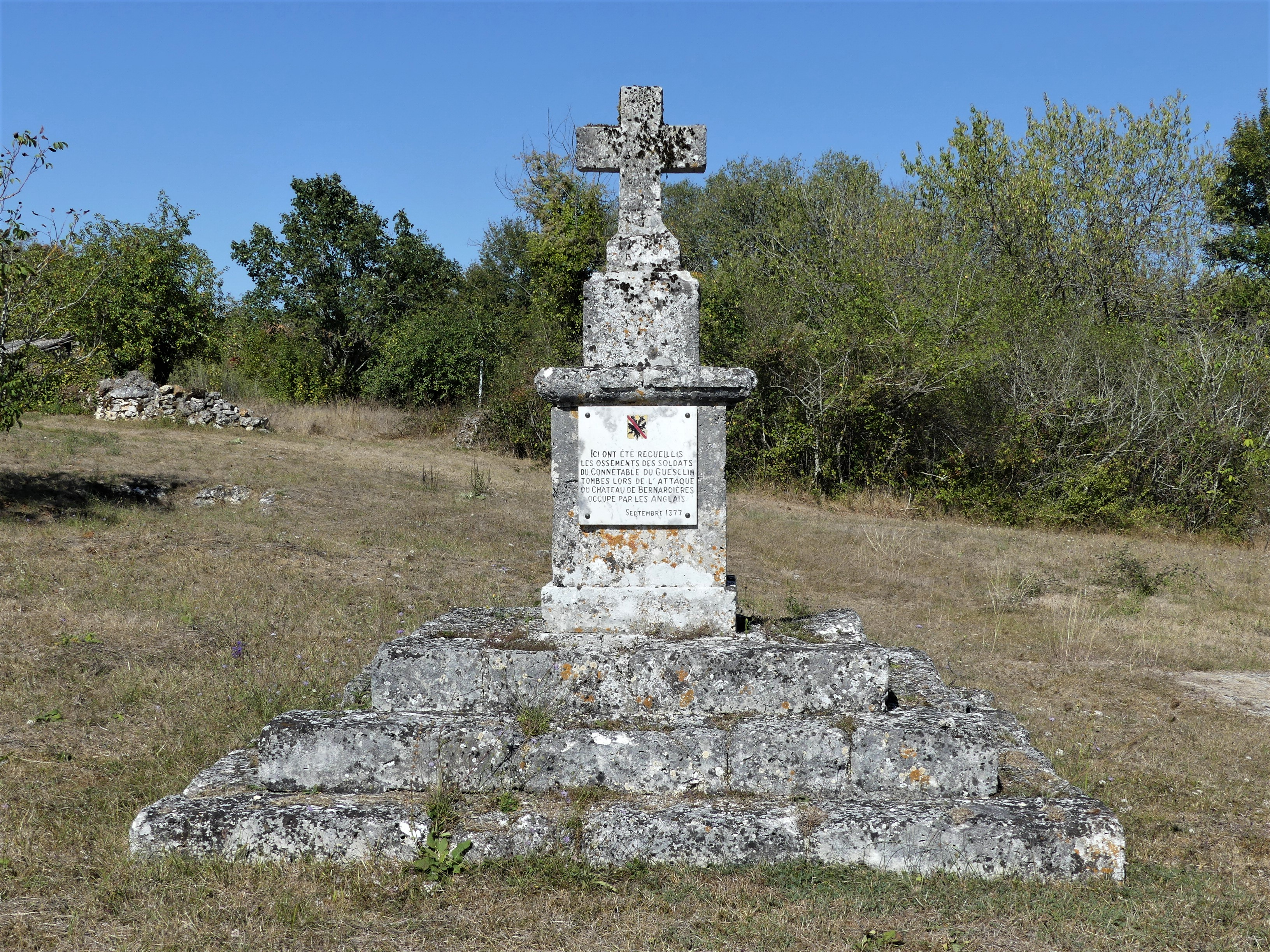
Die Stele bei der Burg von Les Bernardières
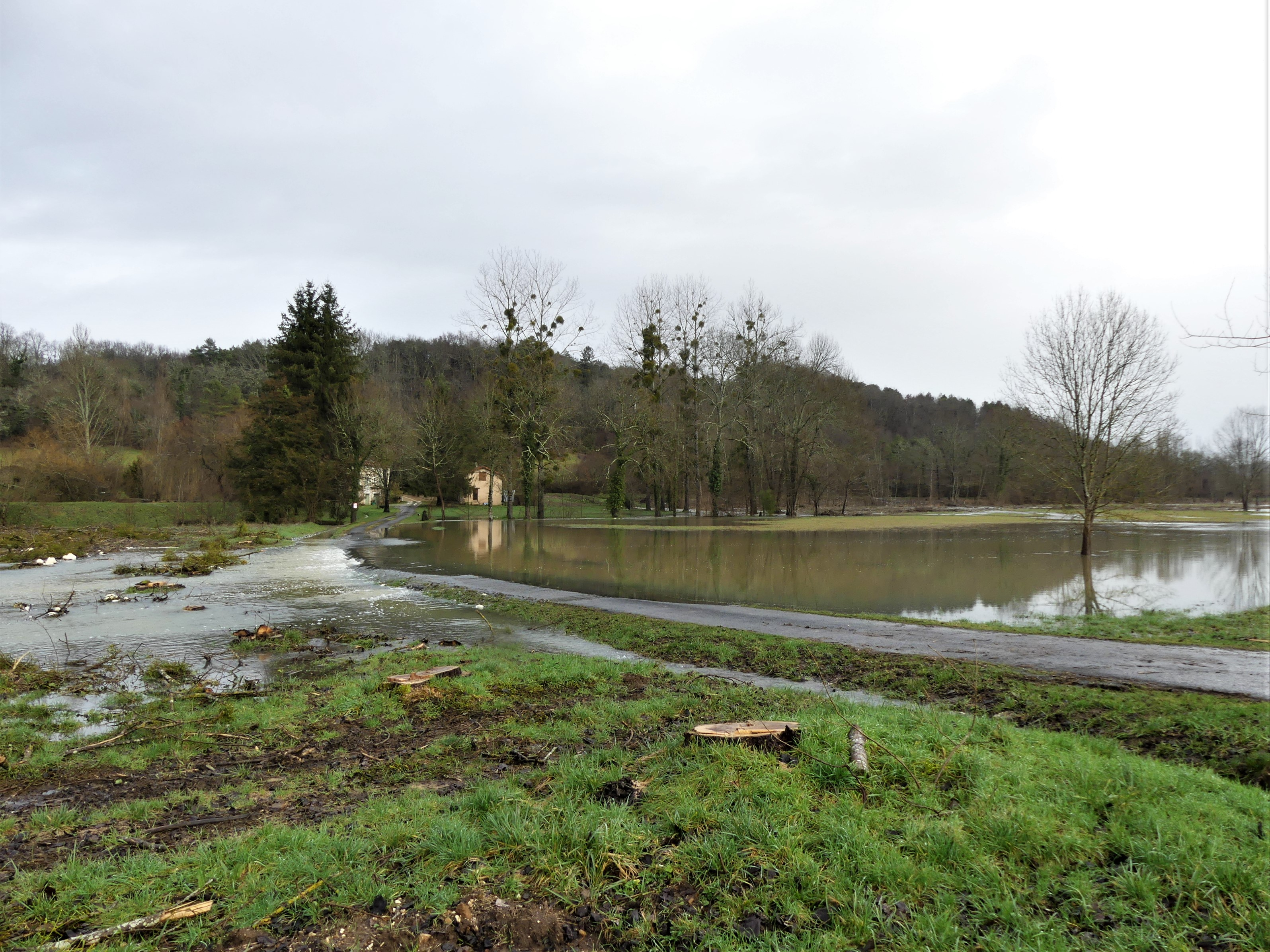
Frühjahrsüberschwemmung im Februar 2021 an der Nizonne bei Chanteranne
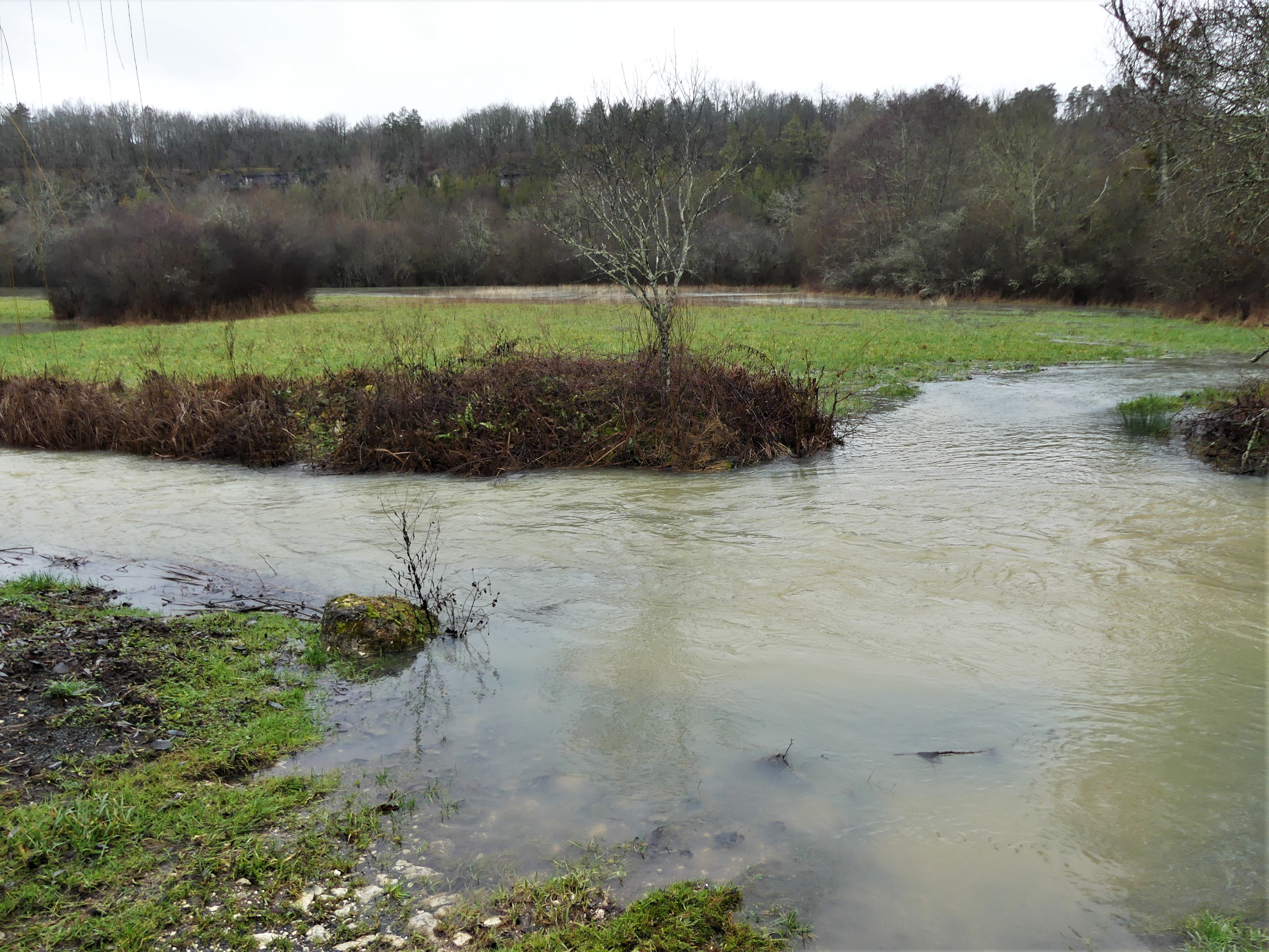
Frühjahrsüberschwemmung im Februar 2021, im Hintergrund die Steilwände des Angoumiens
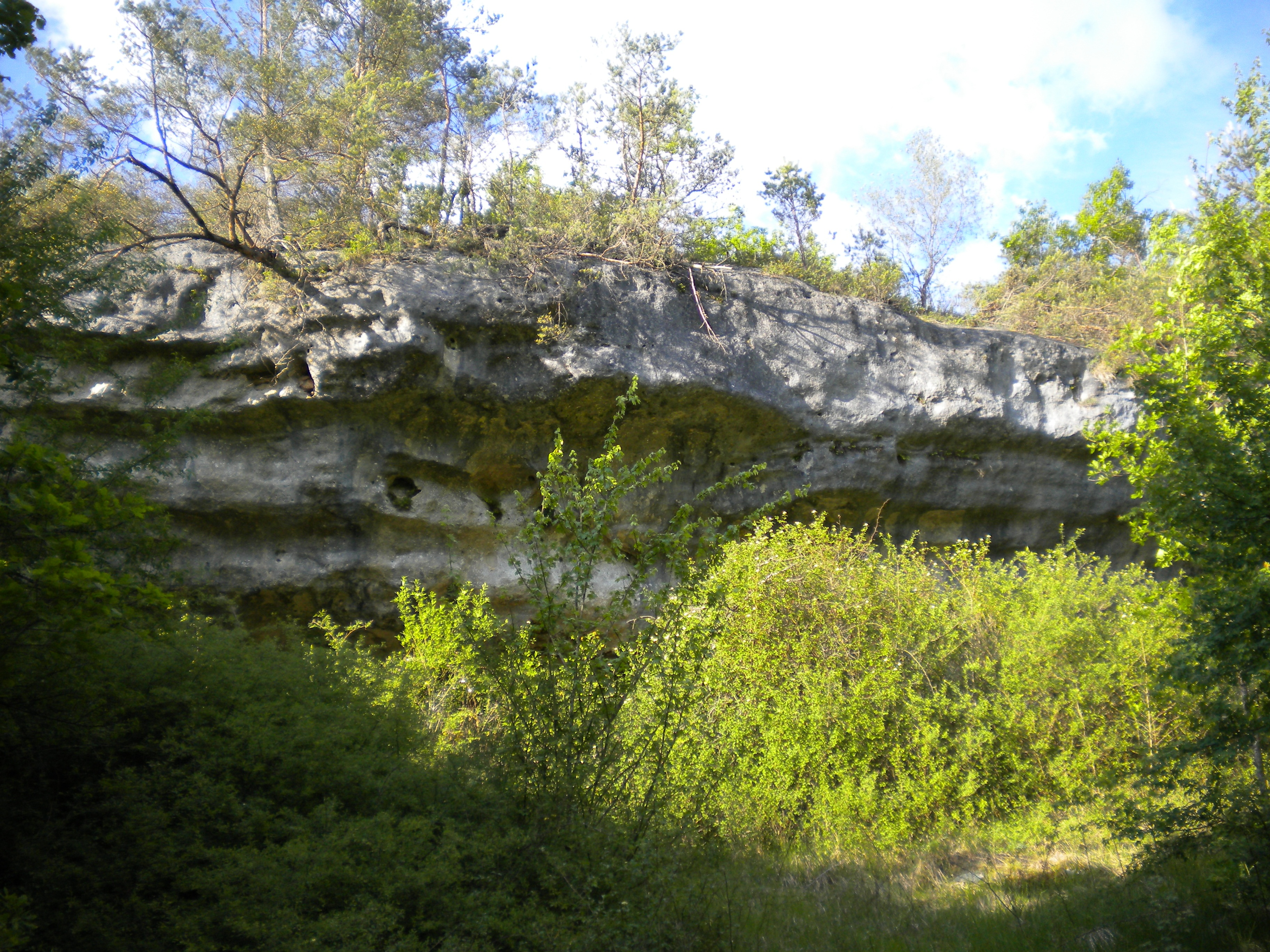
Überhang im Unteren Angoumien westlich von Champeaux